# 逆写像

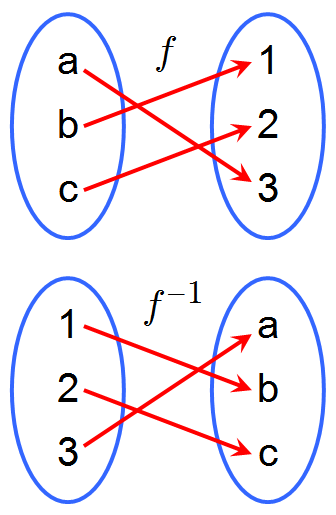
写像 f とその逆写像 。たとえば f は a を 3 に写すから、逆写像 は 3 を a に写す。

数学における逆写像（ぎゃくしゃぞう、英: inverse mapping）は一口に言えば写像の与える元の対応関係を「反対」にして得られる写像である。すなわち、写像 f が x を y に写すならば、f の逆写像は y を x に写し戻す。
函数と呼ばれる種類の写像の逆写像は、逆函数 (inverse function) と呼ばれる。

## 定義

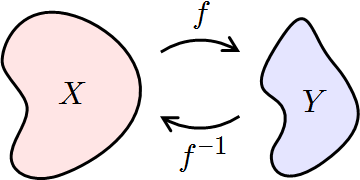
f が X から Y への写像ならば f  は Y を X へもどす写像である。

写像 f の定義域を集合 X, 値域を集合 Y とする。写像 f が可逆 (invertible) であるとは、Y を定義域、X を値域とする写像 g で、条件
{\displaystyle f(x)=y\iff g(y)=x}
を満足するものが存在するときに言う。f が可逆ならば写像 g は一意である（つまり、この性質を満たす写像 g はただ一つ存在して、一つよりも多くも少なくもない）。写像 g を f の逆写像と呼び、f −1 で表す。
別な言い方をすれば、写像が可逆であるための必要十分条件は、その逆関係が再び写像となることである（このとき、逆関係が逆写像を与える）。
必ずしも全ての写像が逆写像を持つわけではなく、上記の条件を適用するためには「値域 Y の各元 y に対して、f で y に写されるような定義域 X の元 x がちょうど一つ存在する」必要がある。この性質を満たす写像 f は一対一あるいは単射と呼ばれる。f および f −1 がそれぞれ X および Y 上の写像となるとき、これらはともに全単射となる。後述するように、全単射とならない単射の逆は部分写像として与えられる（すなわち、対応する値が定義されない y ∈ Y が存在する）。

### 例
函数 f (x) = x2 はどのような種類の数の集合を（定義域として）考えるのかによって、可逆になることもあるしならないこともある。
定義域として実数直線全体を考えれば、各 y ≠ 0 に対して対応する定義域 X の点が二種類（一方は正で他方は負）が考えられるから、出力値から入力値を特定することができず、これは可逆でない。
この函数の定義域を非負実数全体に制限すれば、得られる函数は単射となり、特に可逆である。

### 高等数学における逆写像
既に述べた定義は集合論および初等解析学によく馴染むものである。進んだ数学では
{\displaystyle f\colon X\to Y}
と書いて 「f は集合 X の元を集合 Y の元に写す写像である」ことを表す。出元である X を f の始域といい、行先の Y を f の終域という。f の終域は f の値域を部分集合として含み、また終域は f の定義の一部とみなされる。
終域を気にする立場では、写像 f: X → Y の逆写像は始域 Y と終域 X を持つ必要がある。逆写像が Y の全域で定義されるためには、Y の全ての元が写像 f の値域に入っていなければならない。このような性質を持つ写像は上への写像 (onto function) または全射 (surjection) という。ゆえに、終域を持つ写像が可逆となる必要十分条件は、それが一対一かつ上への写像となることである。そのような写像は、一対一対応 (one-to-one correspondence) または全単射 (bijection) といい、Y の各元 y にちょうど一つの元 x ∈ X が対応するという性質を持つ。

### 逆写像と写像の合成
可逆写像 f の始域が X、値域が Y であるとき
{\displaystyle f^{-1}(f(x))=x\quad (\forall x\in X)}
が成り立つ。写像の合成の言葉で書き直せば
{\displaystyle f^{-1}\circ f=\operatorname {id} _{X}}
となる。ここで idX は集合 X 上の恒等写像（つまり、引数の値を変えない写像）である。圏論ではこれを逆射の定義として用いる。
写像の合成を考えることは f−1 なる記法を用いることの理解を助ける。自分自身と繰り返し合成を取ることは反復合成と呼ばれ、写像 f を初期値 x に n-回適用したものを fn(x) で表す。たとえば f2(x) := f(f(x)) などである。さて f−1(f(x)) = x が成り立つから、f−1 と fn との合成は fn−1 となり、f−1 の適用は f を一つ適用する操作を「取り消す」("undoing") 操作として働く。

### 記法についての注意
記法 f−1(x) は値 f(x) の乗法逆元を意味する記法 f(x)−1 としばしば誤解されるが、後者は f の逆写像とは無関係である。
数式 sin−1 x は乗法逆元を表すものではなく、正弦函数の逆函数（実際には逆部分函数）を x に適用したものを意味する。混乱を避けるため、逆三角函数には接頭辞 "arc-"（羅: arcus）を付けることがしばしば行われる。例えば正弦函数 sin の逆函数は典型的には逆正弦函数 arcsine と呼ばれ、arcsin と書かれる。同様に双曲線函数の逆函数は接頭辞 "ar-"（英: area）を付ける。

## 性質

### 一意性
与えられた写像 f に対して、その逆写像は存在すれば唯一つである。それは f を関係と見たときの逆関係に一致しなければならない。

### 対称性
写像とその逆写像との間には対称性が存在する。f が X から Y への可逆写像ならば、その逆写像 f−1 は Y から X への写像であり、かつ f−1 の逆写像はもとの写像 f に一致する。記号で書けば、f: X → Y および g: Y → X に対して
{\displaystyle g\circ f=\operatorname {id} _{X}\implies f\circ g=\operatorname {id} _{Y}}
が成り立つ。これは関係の逆転が対合であることにより、逆写像と逆関係との間の関係から従う。
この主張は可逆写像が（第一の定義では）単射または（第二の定義では）全単射とならなければならないことから明らかに演繹される帰結である。この対合対称性は
{\displaystyle (f^{-1})^{-1}=f}
という式として簡潔に表現できる。
合成写像の逆写像は
{\displaystyle (g\circ f)^{-1}=f^{-1}\circ g^{-1}}

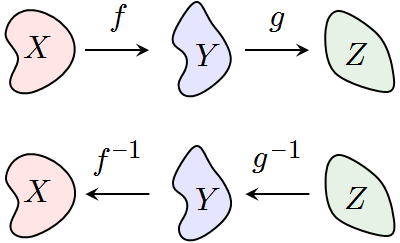
g ∘ f の逆写像は ∘ g である。

なる式で与えられる。ここで f と g が逆順になっていることに注意。「まず f を施してから g を施す」という操作を取り消すには、「まず g を取り消してから f を取り消す」ようにしなければならない。
たとえば、f(x) = 3x および g(x) = x + 5 とすると、それらの合成 g ∘ f は、まず 3-倍してから 5 を加える函数
{\displaystyle (g\circ f)(x)=3x+5}
である。この過程を逆にするには、まず 5 を引いて、そのあと 3 で割る
{\displaystyle (g\circ f)^{-1}(y)={\tfrac {1}{3}}(y-5)}
としなければならない。これは f −1  ∘ g−1 に等しい。

### 自己逆性
任意の集合 X に対して、そのうえの恒等写像はそれ自身を逆写像として持つ。つまり
{\displaystyle \operatorname {id} _{X}^{-1}=\operatorname {id} _{X}}
が成り立つ。もっと一般に、函数 f: X → X がその逆函数と相等しいための必要十分条件は、合成函数 f ∘ f が idX に等しいことである。このような写像は対合と呼ばれる。

## 逆函数
一変数の初等解析学では実数を実数に写す写像である実函数を主に考える。そのような函数は、しばしば
{\displaystyle f(x)=(2x+8)^{3}}
のような明示的な数式を通して定義される。実一変数実数値函数 f はそれが一対一である限り逆函数を持つ。
| 函数 f(x) | 逆函数 f −1 (y)   | 注意                        |
| --------- | ----------------- | --------------------------- |
| x + a     | y − a             |                             |
| a − x     | a − y             |                             |
| mx        | y/m               | m ≠ 0                       |
| 1/x       | 1/y               | x, y ≠ 0                    |
| x2        | √y                | x, y ≥ 0 のときに限る       |
| x3        | 3√y               | x, y は実数（特に制限無し） |
| xp        | y1 / p (= p√y)    | 一般に x, y ≥ 0, p ≠ 0      |
| ex        | ln y              | y > 0                       |
| ax        | loga y            | y > 0 かつ a > 0, a ≠ 1     |
| 三角函数  | 逆三角函数        | いろいろと制約がある        |
| xex       | ランベルトのW関数 |                             |

### 逆函数の式
f −1  が存在するとき、その式を求める方法のひとつが、方程式 y = f(x) を x について解くことで与えられる。例えば、f が
{\displaystyle f(x)=(2x+8)^{3}}
なる式で与えられているとき、方程式 y = (2x + 8)3 を x について解けば、
{\displaystyle {\begin{aligned}y&=(2x+8)^{3}\\{\sqrt[{3}]{y}}&=2x+8\\{\sqrt[{3}]{y}}-8&=2x\\{\dfrac {{\sqrt[{3}]{y}}-8}{2}}&=x\end{aligned}}}
となるから、求める逆函数 f −1  が
{\displaystyle f^{-1}(y)={\dfrac {{\sqrt[{3}]{y}}-8}{2}}}
なる式で与えられる。しかしいつでもこのような逆函数の求め方が通用するわけではない。例えば f が
{\displaystyle f(x)=x+\sin x}
なる函数であれば、f は一対一で、したがって逆函数 f −1  を持つのだが、この逆函数を与える公式は無限項の和
{\displaystyle f^{-1}(y)=\sum _{n=1}^{\infty }{\frac {y^{\frac {n}{3}}}{n!}}\lim _{\theta \to 0}{\frac {d^{n-1}}{d\theta ^{n-1}}}\left({\frac {\theta }{\sqrt[{3}]{\theta -\sin(\theta )}}}\right)^{n}}
となる（ケプラーの方程式#逆ケプラー方程式を参照）。

### 逆函数のグラフ
f が可逆ならば函数
{\displaystyle y=f^{-1}(x)}
のグラフと方程式
{\displaystyle x=f(y)}

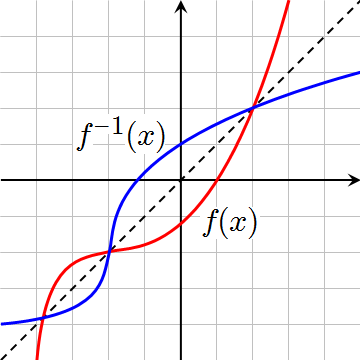
y = f(x) と y = のグラフ。点線は y = x である。

のグラフは同一である。このことは x と y の役割が入れ替わっていることを除けば、方程式 y = f(x) が f のグラフを定義することと同じである。したがって、逆函数 f −1  のグラフは、函数 f のグラフで x と y の位置を入れ替えることによって得られる。これは、これらのグラフが直線 y = x に関して線対称であるといっても同じことである。

### 逆函数の微分
実一変数実数値の連続函数 f が一対一（したがって可逆）となるために必要十分な条件は、それが狭義単調となる（極値を持たない）ことである。たとえば、函数
{\displaystyle f(x)=x^{3}+x}
は可逆である。これが単調増大であることはその導函数 f'(x) = 3x2 + 1 が常に正値であることからわかる。
実一変数実数値函数が可微分ならば、その逆函数 f −1  も f'(x) ≠ 0 である限り可微分で、その導函数は逆函数定理により
{\displaystyle {\frac {d}{dy}}(f^{-1}(y))={\frac {1}{f'(f^{-1}(y))}}}
で与えられる。これは x = f −1 (y) とおくと
{\displaystyle {\frac {dx}{dy}}={\frac {1}{dy/dx}}}
と表すことができる。これは連鎖律から導くことができる。
逆函数定理は多変数函数に対しても一般化することができる。特に、多変数可微分函数 f: Rn → Rn は、点 p における f の函数行列が可逆である限り、点 p の近傍で可逆である。この場合、点 f(p) における f −1  の函数行列は p における f の函数行列の逆行列である。

## 一般化

### 偏逆写像

x の平方根は f(x) = x の偏逆写像である。

写像 f が一対一でない場合にも、f の偏逆写像もしくは逆部分写像 (partial inverse) を始域を制限することによって定義することができる。たとえば函数
{\displaystyle f(x)=x^{2}}
は x2 = (−x)2 となるから一対一ではない。しかし、x ≥ 0 に始域を制限すれば一対一になり、このとき
{\displaystyle f^{-1}(y)={\sqrt {y}}}
となる（定義域を x ≤ 0 に制限したときは、逆函数は負の平方根を与えるものになる）。あるいは、逆函数を多価函数
{\displaystyle f^{-1}(y)=\pm {\sqrt {y}}}
として考えるならば始域を制限する必要も無い。

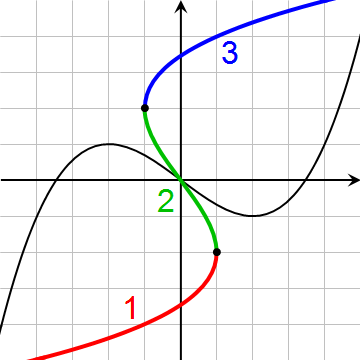
三次関数の逆函数は三つの枝をもつ。

このような多価逆函数を f の全逆函数もしくは完全逆写像 (full inverse) などと呼び、その（√x や −√x のような）部分のことを枝もしくは分枝 (branches) と呼ぶ場合もある。（例えば正の平方根のような）多価函数の最も重要な枝は主枝 (principal branch) といい、逆函数の y における値で主枝に属するものを f −1 (y) の主値 (principal value) と呼ぶ。
実数直線上の連続函数に対して、極値の隣り合う対にそれぞれ、その全逆函数の一つの（連続な）枝が対応する。例えば、極大値と極小値をもつ三次函数の逆函数は、三つの分枝を持つ。

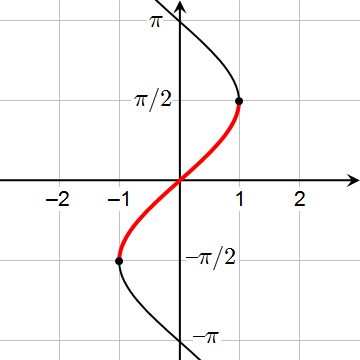
主逆正弦函数は正弦函数の偏逆函数である。

こういったことへの配慮は、特に三角函数の逆函数を定義する際には重要である。例えば、正弦函数は任意の実数に対して
{\displaystyle \sin(x+2\pi )=\sin(x)}
を満たす（もっと一般に任煮の整数 n に対して sin(x + 2πn) = sin(x) を満たす）から一対一ではない。しかし、区間 [−π/2, π/2] 上で正弦函数は一対一であり、対応する偏逆函数は逆正弦函数 arcsine と呼ばれる。これは（全）逆正弦函数の主枝であると考えられ、そたがってこの逆函数の主値は常に −π⁄2 と π⁄2 の間に値を持つ。
| 函数    | 通常用いられる主値の範囲 |
| ------- | ------------------------ |
| arc sin | −π/2 ≤ arc sin(x) ≤ π/2  |
| arc cos | 0 ≤ arc cos(x) ≤ π       |
| arc tan | −π/2 < arc tan(x) < π/2  |
| arc cot | 0 < arc cot(x) < π       |
| arc sec | 0 ≤ arc sec(x) < π       |
| arc csc | −π/2 ≤ arc csc(x) < π/2  |

### 左逆写像
写像 f: X → Y に対し、f の左逆写像 (left inverse) あるいは引込み (retract) とは、
{\displaystyle g\circ f=\operatorname {id} _{X}}
を満たす写像 g: Y → X のことをいう。つまり、X の各元 x に対して g は
{\displaystyle f(x)=y\implies g(y)=x}
を満たす。したがって g は f の値域上では f の逆写像と一致しなければならないが、値域に入らない Y の元に対してはどのような値をとろうとも支障ない。写像 f が左逆写像をもつならば f は単射であることが次のように証明できる。写像 f: X → Y に対し、 g: Y → X を f の左逆写像とする。 x, y ∈ X が f(x) = f(y) を満たすとすると、 g(f(x)) = g(f(y)) から idX(x) = idX(y) なので、 x = y. したがって、 f は単射である。
逆に写像 f: X → Y が（空写像ではない）単射ならば、適当な x0 ∈ X を選んで、次のように左逆写像 g: Y → X を構成することができる。
{\displaystyle g(y)={\begin{cases}x,&{\text{if }}\exists x\in X[f(x)=y]\\x_{0},&{\text{else}}\end{cases}}}
このように古典数学では任意の単射 f は左逆写像を持つことが必要となるが、構成的数学においては偽となり得る。例えば、二元集合から実数直線への包含写像 {0,1} → R の左逆写像は、実数直線から二点集合 {0,1} への引込みを与えるとき既約性に反する。

### 右逆写像
写像 f: X → Y に対し、f の右逆写像 (right inverse) あるいは切断もしくは断面 (section) とは
{\displaystyle f\circ h=\operatorname {id} _{Y}}
を満たす写像 h: Y → X のことをいう。つまり h は Y の各元 y に対して
{\displaystyle h(y)=x\implies f(x)=y}
なる条件を満足する。したがって h(y) は f によって y へ写されるような x ならばどのようなものでもよい。写像 f が右逆写像をもつ必要十分な条件は、f が全射となることである（ただし一般には、選択公理が必要となるので、右逆写像を構成的に得ることはできない）。
（証明）写像 f: X → Y に対し、 h: Y → X を f の右逆写像とする。このとき、任意の y ∈ Y に対して x = h(y) とすれば、 f(x) = y となるので f は全射。
逆に写像 f: X → Y を全射とする。すると、任意の y ∈ Y において f の原像 f −1 ({y}) は空ではない。したがって集合族 (f −1 ({y}))y ∈ Y （これは f による X の類別でもある）に対して選択関数 φ : (f −1 ({y}))y ∈ Y → X が定義できる。このとき、 h(y) = φ(f −1 ({y})) は Y から X への写像となっており、 f(h(y)) = y となることから h は f の右逆写像である。∎
左逆写像にも右逆写像にもなっている逆写像は一意でなければならない。同様に、g が f の左逆写像のとき、g は f の右逆写像である場合もあるし、そうでない場合もある。また h が f の右逆写像であるときも、h は必ずしも左逆写像でなくてよい。例えば f: R → [0, ∞) が R の各元 x に対してその平方を与える函数 f(x) = x2 とし、g: [0, ∞) → R を各 x ∈ [0, ∞) に対して正の平方根を与える函数 g(x) = √x とすると、[0, ∞) のどの元 x に対しても f(g(x)) = x が成り立つ。つまり、g は f の右逆函数である。しかし、例えば g(f(−1)) = 1 ≠ −1 であるから、g は f の左逆函数にはなっていない。

### 原像
f: X → Y を（必ずしも可逆でない）任意の写像とするとき、Y の元 y の原像または逆像が、f によって y に写される X の元全体の成す集合
{\displaystyle f^{-1}(\{y\})=\{x\in X:f(x)=y\}}
として定まる。y の原像は、全逆写像による y の像（完全逆像）として考えることができる。
同様に、S を終域 Y の任意の部分集合とすると、S の f による原像が、f によって S へ写される X の元全体からなる集合
{\displaystyle f^{-1}(S)=\{x\in X:f(x)\in S\}}
として定まる。たとえば、函数 f: R → R; x ↦ x2 を考えると、この函数は既に述べたように可逆ではないが、しかし終域の部分集合に対する原像は定義できて、たとえば
{\displaystyle f^{-1}(\left\{1,4,9,16\right\})=\left\{-4,-3,-2,-1,1,2,3,4\right\}}
となる。一つの元 y ∈ Y の原像（同じことだが、一元集合 {y} の原像）は、y のファイバー (fiber) と呼ばれることもある。Y が実数全体からなる集合のとき、f −1  は等位集合として言及されることも多い。

## 注
1. ↑  Keisler, H. Jerome. “Differentiation” (PDF). 2015年1月24日閲覧。 “§ 2.4”
2. ↑  Smith, Eggen & St. Andre 2006, p. 202, Theorem 4.9
3. ↑  Smith, Eggen & St. Andre 2006, p. 179
4. ↑  Thomas 1972, pp. 304–309

## 関連文献
- Spivak, Michael (1994), Calculus (3rd ed.), Publish or Perish, ISBN 0914098896
- Stewart, James (2002), Calculus (5th ed.), Brooks Cole, ISBN 978-0534393397